# Hypselodelphys
Hypselodelphys là một chi thực vật có hoa trong họ Marantaceae.